# San Marcos, Tonila
San Marcos är en ort i Mexiko.   Den ligger i kommunen Tonila och delstaten Jalisco, i den södra delen av landet, 500 km väster om huvudstaden Mexico City. San Marcos ligger 1 144 meter över havet och antalet invånare är 3 361.
Terrängen runt San Marcos är huvudsakligen kuperad, men åt nordväst är den bergig. Runt San Marcos är det ganska tätbefolkat, med 58 invånare per kvadratkilometer. Närmaste större samhälle är Tuxpan, 18,3 km nordost om San Marcos. I omgivningarna runt San Marcos växer huvudsakligen savannskog.